# Токсансай
Токсансай (каз. Тоқсансай) — село в Ордабасинском районе Туркестанской области Казахстана. Входит в состав Шубарского сельского округа. Код КАТО — 514655600.

## Население
В 1999 году население села составляло 1448 человек (717 мужчин и 731 женщина). По данным переписи 2009 года, в селе проживало 855 человек (406 мужчин и 449 женщин).